# Kossodo
Ne doit pas être confondu avec Tanghin Kossodo-Peulh.
Kossodo est une localité située dans le département de Komki-Ipala de la province du Kadiogo dans la région Centre au Burkina Faso.  En 2006, cette localité comptait 254 habitants dont 57 % de femmes.